# Fregnano della Scala

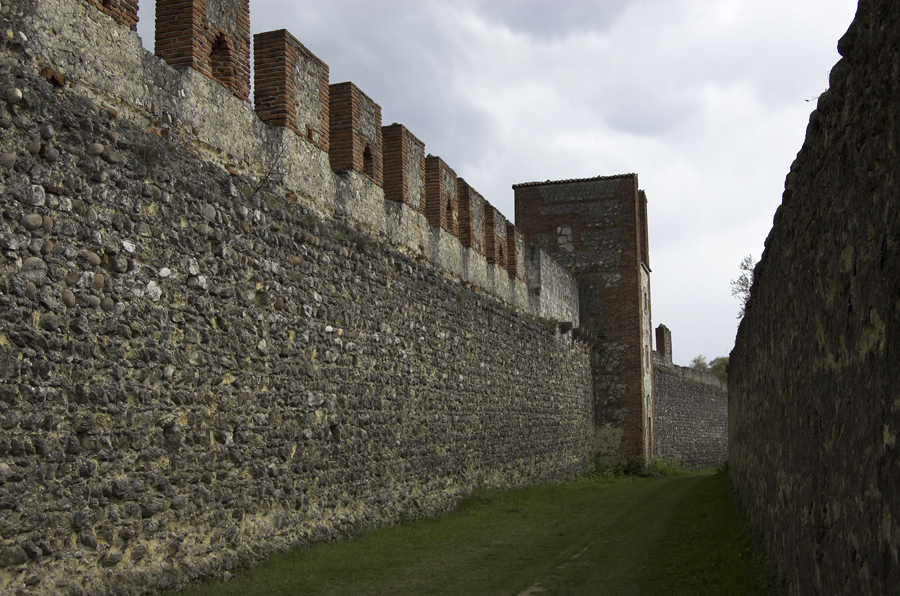
Stadsmuren van Verona uit de tijd van het Huis della Scala

Fregnano della Scala of Scaliger (Verona, circa 1330 – aldaar, 25 februari 1354) was een condottiero uit de stadstaat Verona in het middeleeuwse Italië. 
Het Huis della Scala heerste over de stad zowat de hele 14e eeuw. De putsch (1354) die Fregnano pleegde tegen zijn halfbroer Cangrande II della Scala, de wettige heerser, was een ongewoon feit in een lange traditie waarin de familie della Scala als een blok de macht uitoefende.

## Levensloop

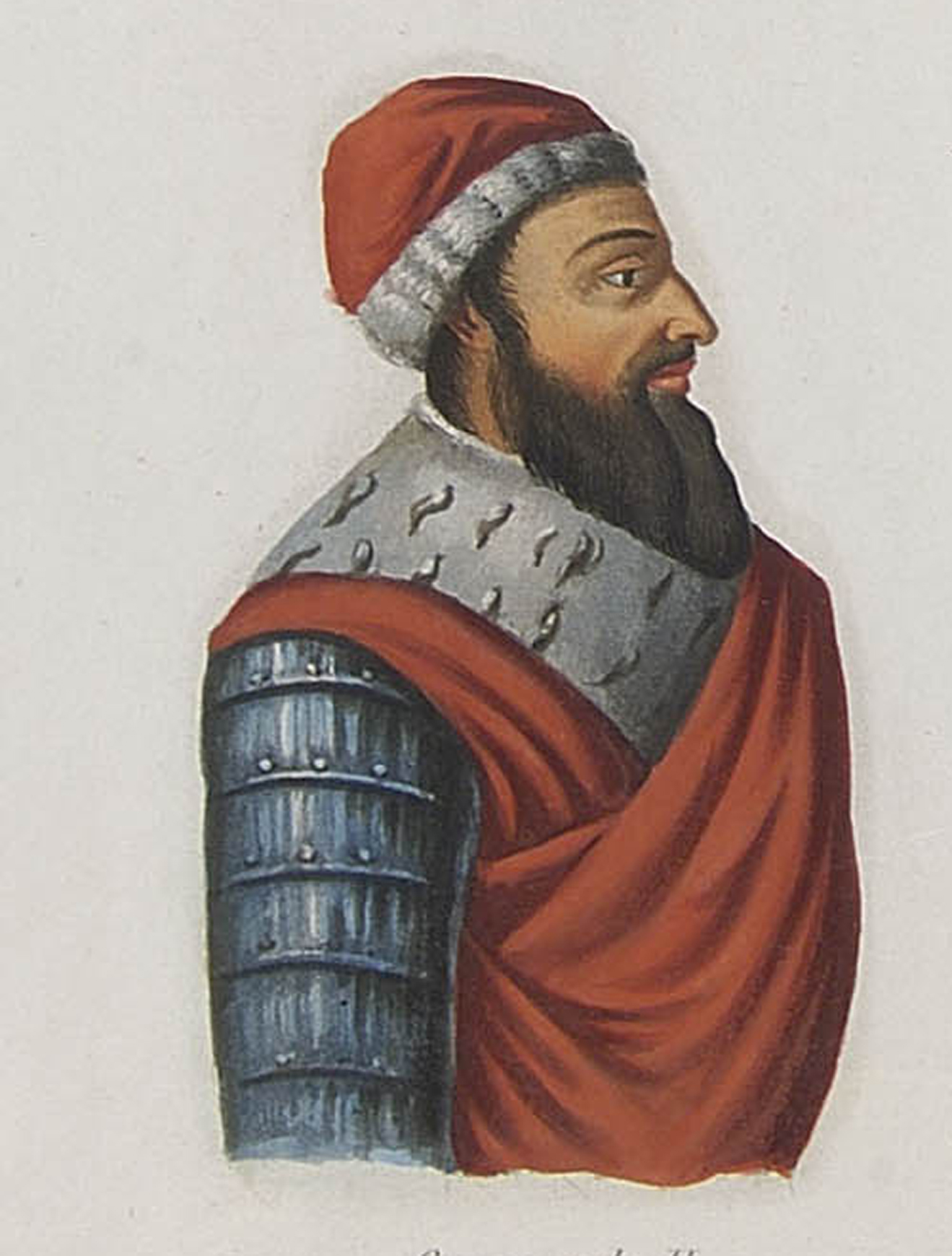
Cangrande II (afgebeeld), een halfbroer, sloeg de putsch neer van Fregnano (1354)

Fregnano was een weliswaar buitenechtelijk kind doch was het oudste kind van Mastino II della Scala, heer van Verona. 
In 1341 stuurde Mastino II de jongen als gijzelaar naar Ferrara.

### Sterke man in Verona
Zijn vader zag de militaire kwaliteiten in van Fregnano alsook de invloed die Fregnano bezat op edellieden. Fregnano werd condottiero. Meer nog, hij leidde de Veronese troepen in de jaren 1343-1346 tegen Milaan en Mantua. Op deze wijze was Fregnano de bevelhebber op wie vader Mastino II continu vertrouwde. In 1347 werd Fregnano podestà of baljuw van Vicenza. Vicenza werd bestuurd door Verona. In Vicenza ontving hij Lodewijk I de Grote, koning van Hongarije; hij deed dit tezamen met zijn oom Alberto della Scala.
In 1350 trok Fregnano met een grote troepenmacht, waaronder nog meer leden van het Huis della Scala, naar de Pauselijke Staat. Hij had het bevel over 800 ruiters. Ze kwamen de jonge zonen van Taddeo Pepoli te hulp. Deze jongens werden geacht Bologna te besturen. Fregnano trok naar Bologna om zich als podestà te laten benoemen. Zo ver kwam het niet. De Florentijnen hadden met een grote som geld het bestuur van Bologna gekocht ten behoeve van aartsbisschop Giovanni Visconti uit Milaan. Voor Fregnano en de Veronezen bleef er niets over. Na enkele dorpen in de Pauselijke Staat afgebrand te hebben, keerde Fregnano terug naar Verona.
Wanneer heer Mastino II stierf in 1351, wierp Cangrande II zich snel op als de heerser in de stadstaat. Cangrande II was de tweede zoon doch de eerste wettelijke zoon. Hij greep de macht ten koste van zijn jongere broers, zijn oom Alberto en vooral zijn halfbroer Fregnano, de sterke man. Fregnano verbleef in de periode 1351-1353 weinig in Verona. Hij vocht in Dalmatië op vraag van de republiek Venetië. Het was een oorlog gericht tegen de oprukkende koning Lodewijk I van Hongarije. Tussendoor fungeerde Fregnano nog als podestà van Vicenza.

### Putsch
In februari 1354 was Fregnano te gast op een huwelijksfeest in Mantua. Hij plande er samen met de familie Gonzaga, heersers van Mantua, het plan om zijn broer in Verona omver te werpen. Ze voerden de putsch uit nog dezelfde maand. Heer Cangrande II was immers op veldtocht in Bolzano met enkele jonge leden van het Huis della Scala. De afwezigheid van Cangrande II was voor hen het uitgelezen moment. 
In Verona overtuigde Fregnano de stadswacht van het valse nieuws dat Cangrande II gesneuveld was in een hinderlaag in de Alpen. Dit nieuws sloeg in en Fregnano deed er een schepje bij: de Milanezen waren al op rooftocht vertrokken richting Verona. Fregnano en zijn medestanders maakten zich nadien meester van Verona. Zij openden de deuren van de gevangenissen en verbrandden de documenten van de rechters. Tevens werden goederen aangeslagen van de vrouw van Cangrande II in diens paleis. De andere leden van het Huis della Scala die in Verona verbleven, liet hij gerust. Fregnano verzocht de stad Vicenza zich aan te sluiten bij zijn putsch maar Vicenza weigerde. Enkele kasteelheren in de buurt van Verona sloten zich wel aan.
Nog in februari 1354 liep Verona in korte tijd vol met soldaten: ridders uit Mantua en soldaten uit Ferrara kwamen poolshoogte nemen van het gerucht dat Cangrande II dood was. De leugen kwam uit toen Cangrande II zelf binnen marcheerde, geflankeerd door troepen uit Carrara. Cangrande II had vooraf een spion gestuurd om te melden dat hij nog in leven was. Dit was het sein voor de loyalisten om ook gewapend door de stad te lopen. De putschisten werden gedood in een laatste gevecht. Fregnano's lijk werd opgehangen op het plein Piazza delle Erbe.